# 埃万马尔迈松
埃万马尔迈松（法語：Évin-Malmaison，法語發音：[evɛ̃ malmɛzɔ̃]）是法国上法蘭西大區加来海峡省的一个市镇，属于朗斯区。

## 地理
埃万马尔迈松（50°26'18"N, 3°2'0"E）面积4.57 平方千米，位于法国上法蘭西大區加来海峡省，该省份为法国北部沿海省份，西北濒北海，南至索姆省，东临北部省。
与埃万马尔迈松接壤的市镇（或旧市镇、城区）包括：奥斯特里库尔、勒福雷、努瓦耶勒戈多、库尔塞勒莱朗斯、杜尔日。
埃万马尔迈松的时区为UTC+01:00、UTC+02:00（夏令时）。

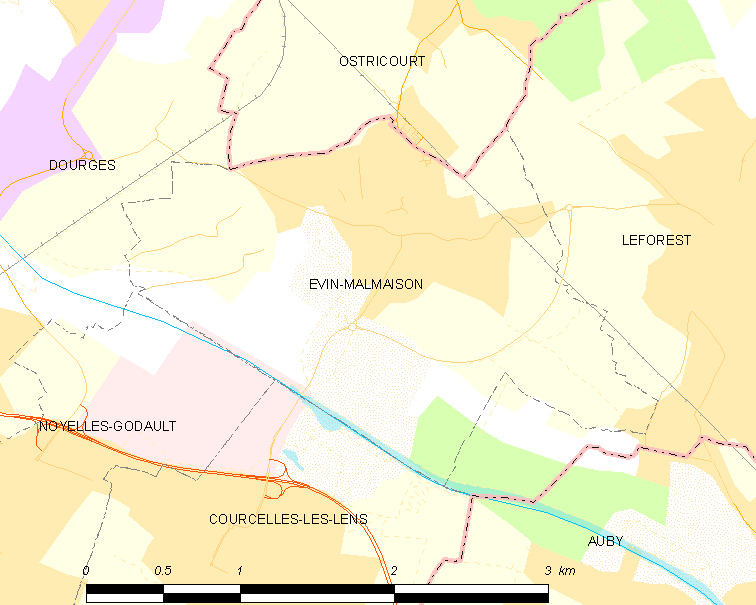
埃万马尔迈松的OSM定位图

## 行政
埃万马尔迈松的邮政编码为62141，INSEE市镇编码为62321。

## 政治
埃万马尔迈松所属的省级选区为埃南-博蒙第二县。

## 人口

1962-2008年间埃万马尔迈松人口变化图示

埃万马尔迈松于2022年1月1日时的人口数量为4657人。